# Narrenhäs

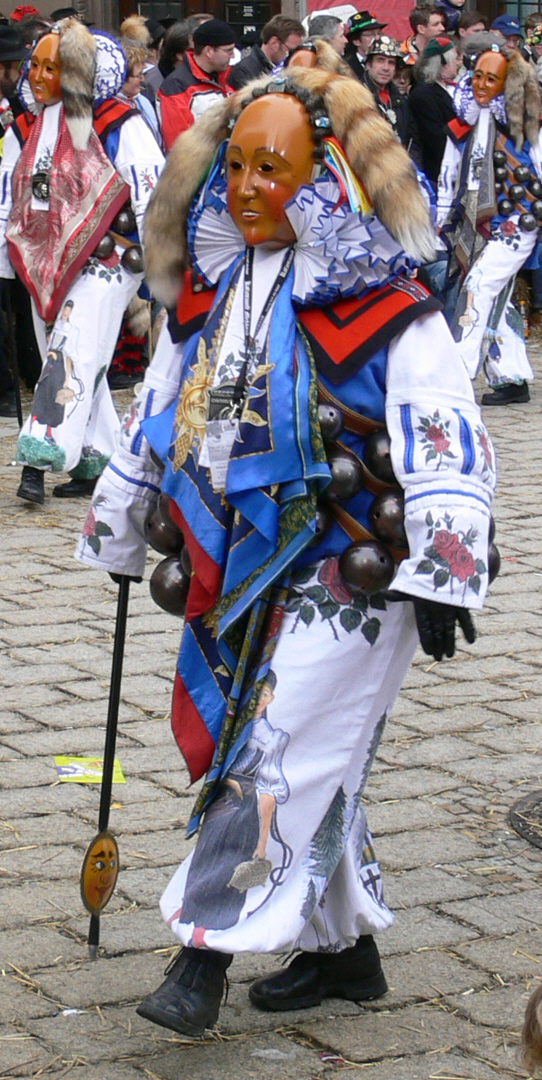
Häs der Narrenfigur „Hansel“ der Narrenzunft Schwenningen

Das Häs oder das Narrenhäs (etymologisch auch: das Häß; Plural: die Häser, die Häs) bezeichnet im Umfeld der schwäbisch-alemannischen Fasnet das Narrenkostüm, das meistens aus einer oft Larve genannten holzgeschnitzten Gesichtsmaske und einem vollständig handgearbeiteten Narrenkleid besteht.

## Wortherkunft
Das Wort „Häs“ geht etymologisch auf das mittelhochdeutsche Wort haeze (Kleidung) und das althochdeutsche hâz (Kleid, Gewand) zurück. Es wird im schwäbischen Dialekt auch außerhalb der Fastnacht für Gewand bzw. Anzug verwendet, man spricht vom „Sonndigs-Häs“ und vom „Schaff-Häs“ und meint sonntägliche Kleidung  bzw. Arbeitskleidung.

## Geschichte des Häses
Ein Charakteristikum der schwäbisch-alemannischen Fasnet ist, dass die Hästräger ihre Verkleidung nicht von Jahr zu Jahr wechseln, sondern sie lebenslang beibehalten. In manchen Gegenden ist es sogar üblich, das Häs über Generationen zu vererben. Jede Narrenzunft hat nur einige wenige Narrenfiguren. Das Häs der jeweiligen Figur wird von einer Gruppe in der Zunft getragen. Die ältesten bereits im Mittelalter urkundlich nachweisbaren Narrenfiguren sind der Teufel, der Wilde Mann und verschiedene Tiermasken. Bei den Fleckle-, Blätzle- oder Spättlekleidern dagegen handelt es sich meist um Leinengewänder, auf denen farbige Stoffflicken aufgenäht sind. Hierzu gehören zum Beispiel der Plätzler aus Weingarten oder der Narrone aus Laufenburg. Aus dem Barock stammen die Hansele, Narros oder Weißnarren. Sie haben einen bemalten Leinenanzug, meist eine glatte Gesichtsmaske (Glattlarve) mit freundlich wirkendem Gesichtsausdruck und häufig auf Brust und Rücken über Kreuz getragene Schellenriemen (Gschell). Die Fastnachtshexe, wie zum Beispiel die Gengenbacher Hexe, trägt in der Regel eine Jacke (sog. Peter) und einen Rock, der über einem Unterrock und Bauernwäsche getragen wird. Darüber hinaus gibt es noch eine Vielzahl örtlicher Narrenfiguren, die sich nicht in eine der erwähnten Gruppen einordnen lassen.

## Weitere Ausstattung

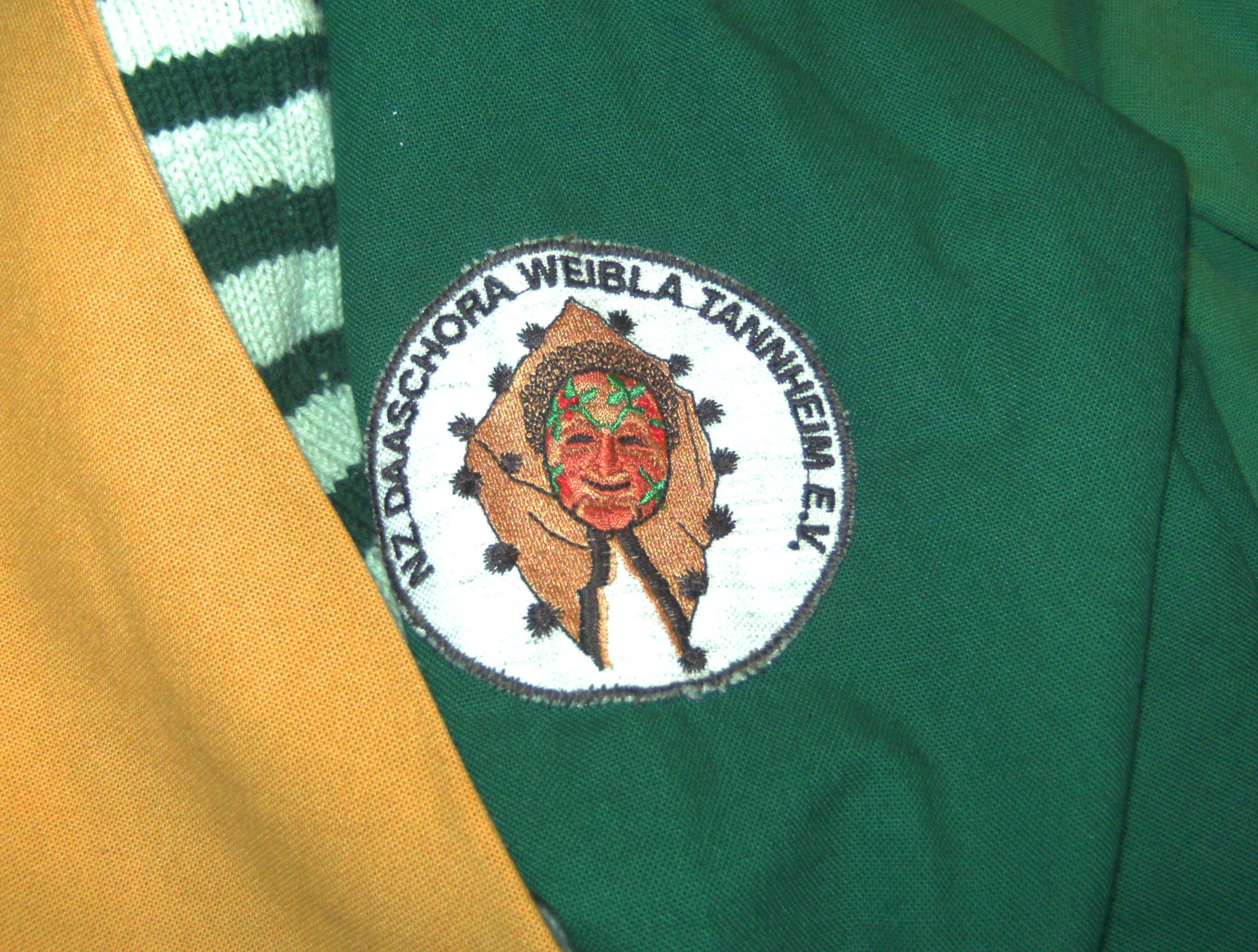
Zunftabzeichen auf dem Häs einer ANR-Zunft

Zur Ausstattung der Narren gehören häufig noch weitere Attribute, die eine symbolische Bedeutung haben oder auch nur dazu dienen, um auf den Narrensprüngen mit den Zuschauern Schabernack zu treiben. Beispiele sind die Rätsche, der Hexenbesen, die Saubloder (Schweinsblase), der Fuchsschwanz oder die Streckschere, die mehrere Meter weit ausgefahren werden kann und so dem Narren zum Greifen nach den Hüten der Zuschauer beim Narrensprung dient.